# Heinrich Amsinck (Reeder)
Heinrich Amsinck (* 9. September 1824 in Hamburg; † 4. Januar 1883 ebenda) war ein Hamburger Kaufmann und Reeder. Er war Generaldirektor der Hamburg Süd, Präsident der Handelskammer Hamburg und Mitglied der Hamburgischen Bürgerschaft.

## Leben
Amsinck war das fünfte Kind des Kaufmanns Johannes Amsinck und dessen Frau Emilie Amsinck geb. Gossler sowie ein Bruder von Wilhelm (1821–1909), Erdwin (1826–1897), Garlieb (1831–1905) und Gustav Amsinck (1837–1909). Nach einer kaufmännischen Ausbildung und einem zweijährigen Auslandsaufenthalt in Boston wurde er 1849 Prokurist und 1853 Teilhaber im Handelshaus Johannes Schuback & Söhne, das er nach dem Tod des Vaters gemeinsam mit seinem Bruder Wilhelm fortführte.
Die Interessen der traditionell im Südamerika-Handel engagierten Gesellschaft vertrat Amsinck ab 1854 im Verwaltungsrat der HAPAG sowie als erster Generaldirektor der 1871 gegründeten Hamburg Südamerikanischen Dampfschifffahrts-Gesellschaft (HSDG bzw. Hamburg Süd).
Daneben hatte Amsinck zahlreiche öffentliche Ämter in Hamburg inne: 1860 wählte ihn die Versammlung Eines Ehrbaren Kaufmanns zu Hamburg in die Commerzdeputation (die heutige Handelskammer Hamburg), deren Präses er im Amtsjahr 1864 war. Ebenfalls 1860 wurde er erstmals Mitglied der Bürgerschaft und gehörte dieser bis 1864 an, gefolgt von zwei weiteren Perioden 1868–1869 und 1882–1883. Er gehörte außerdem verschiedenen Deputationen an: 1861–1864 und 1866–1868 der Deputation für Handel und Schifffahrt, 1863 der Bankdeputation, 1864–1871 der Finanzdeputation. Von 1876 bis 1882 war er zudem Mitglied des Bezirksausschusses der Reichsbankhauptstelle Hamburg und bis zu seinem Tode Vorsitzender des Verwaltungsrats der „Neuen Börsenhalle“ AG.
Amsinck war maßgeblich an der Trennung der kaufmännischen Selbstverwaltung (Handelskammer) von der städtischen Verwaltung (Senat) beteiligt und setzte sich nach dem Anschluss Hamburgs an den Deutschen Zollverein 1881 für den Fortbestand des Hamburger Freihafens und den Bau der Speicherstadt ein.